# Shōma Doi
Shōma Doi (jap. 土居 聖真 Doi Shōma; ur. 21 maja 1992) – japoński piłkarz występujący na pozycji pomocnika. Obecnie występuje w Kashima Antlers.

## Kariera klubowa
Od 2011 roku występował w klubie Kashima Antlers.